# 加藤有紀
加藤 有紀（かとう ゆき、1997年〈平成9年〉9月29日 - ）は、ストリートダンスのロックを得意とする日本のダンサー。Yuki（）の名義でも活動しており、Princess Campbellock（）というダンサー名も持っている。鹿児島県鹿児島市出身。
ストリートダンスの世界大会において、個人では「Funkin Stylez」の2014年度と2016年度、国民文化祭の2015年度での「KAGOSHIMA DANCE SUMMIT」、「Summer Dance Forever」の2021年度、複数人では「United Dance Organisation（英語: United Dance Organisation）」の2017年度、「Juste Debout」の2024年度と計6回世界一の座に輝き、他にも国内の大会や国際大会で多数の優勝経験を持ち、鹿児島県を拠点として国内外で活躍。
キャッチフレーズは「鹿児島から世界へ」。

## 略歴

### 幼少期
鹿児島市生まれ鹿児島市育ち。3人兄弟の長女で、兄と弟がいる。
7歳の頃、2歳年上の兄である加藤拓樹のダンスレッスンに付いて行き、その見学中に自然と踊りだす。
SMAPのバックダンサーに憧れ、鹿児島市立武岡台小学校2年生の頃からStreet Dance True's（）に入会して、True'sの代表で2000年（平成12年）1月初めの「ロサンゼルス世界ダンス選手権」世界大会ブーガルー（英語: Boogaloo）部門での優勝経験もある貴島圭介にダンスを習いはじめる。持ち前のリズム感で頭角を現し、8歳で出場した鹿児島県大会の小学生部門で優勝。様々なキッズダンスコンテストやキッズ大会に出場し、そのほとんどで優勝。
2008年（平成20年）12月、小学5年生だった11歳の時、同じダンス教室のTrue'sに通う者同士である、同学年の野元空、1学年下の宗像咲耶、2学年下の山村楓夏の4人で、海外行きを目標にダンスチーム「LAXYS」を結成。UK B-Boy Championshipsの国内大会を主催する東京都の「Studio Faith（）」は、2009年（平成21年）から小中学生を対象にした日本独自のUK B-Boy Championshipsキッズ部門を新設。LAXYSは九州地区予選に向け、1週間毎日猛練習を積み、2009年（平成21年）7月に、鹿児島市で行われた九州地区予選で8チームの中から地区代表に選ばれる。代表入りすると、多い時には1日12時間レッスンを重ね、夏休みを返上して全国大会用に振り付けを手直しし、有紀と野元が小学6年生の11歳、宗像と山村が10歳の同年8月2日、川崎市で16チームが競ったキッズ部門日本代表決定戦で栄冠を掴み、同年10月にイギリスのロンドンで行われた8か国の地域の代表が世界一を決める「UK B-Boy Championships」世界大会に、大人に交じって出場。

### 中学時代
LAXYSは2010年（平成22年）に解散。有紀は、True'sに通い週3回のレッスンを受け続け、家ではビデオを見て研究したり裏庭で踊りつつ、同年には神村学園中等部に入学
中等部1年生の13歳だった10月には、韓国のソウルにおいて、プロも含め約300人が集まる韓国3大大会の1つ、第9回「BBoy Challenge」出場に向け、約26歳年上の貴島とペアを組む。10月23日、有紀にとって海外は2度目となる大会に、韓国の料理が辛くて食べられず腹が空いた状態で本番に挑み、大人の出場者たちに交じってペアで出場したものの準決勝で惨敗。最年少での特別賞を受賞した。
2011年（平成23年）5月22日、韓国のソウルで行われ、日本、韓国、台湾、香港の4つの国と地域から約60人が出場しトーナメント方式で競い合うダンス大会「FEEL THE FUNK」ロッキンの部に、中等部2年生だった有紀は貴島とのペアで出場し準優勝を果たす。
同年9月25日、韓国のソウルで行われ、アジア各国やヨーロッパなどの約300人が出場し、トーナメント方式などで対戦し即興で踊る、ストリートダンスの大会「Funk Stylers Battle」ワッキングの部に、14歳になった有紀はTrue'sでインストラクターを務める5歳年上で鹿児島国際大学2年生の瀬戸口麗との、組んでわずか1週間ほどのペアで出場。少女時代の振付師でもある仲宗根梨乃も出場する中で、圧倒的な高評価を得て優勝。11月26日、鹿児島県庁での記者会見で優勝を報告した。
2012年（平成24年）9月下旬、中等部3年生だった時にはマイケル・ジャクソンら多くのスターを輩出したアメリカ合衆国ニューヨーク市のアポロ・シアターで毎週水曜日に開かれ、勝ち進めば全米放送のテレビ番組に出演できる世界的オーディション「アマチュアナイト」キッズ部門の予選会へ出場するため渡米。審査員から拍手を受けるダンスを披露して、各国から約300組が集まった中から見事合格し、本選に進める5、6組に入り、翌年2月には鹿児島県人として初となるアポロシアター出演を果たして、ダンスを披露した。

### 高校時代
2013年（平成25年）、15歳になり高等部の普通科特別能力コースに進んだ有紀は、ダンス教室での練習がない日も自宅でのトレーニングを欠かさず、インターネットの動画で常に海外選手の動きを研究するなど、ダンスに没頭する日々を送りつつ、True's武岡クラスでダンスを教え始める。
2014年（平成26年）5月18日、高等部2年生だった16歳の時、スウェーデンのストックホルムで開かれ16か国32人が出場した、ロッキンのダンス大会「Funky 4 Generations」ペア・ルーティン部門に貴島とのペアで優勝し、審査員長を務めたロッキンの創始者・ドン・キャンベル（英語: Don Campbell）から祝福の言葉を贈られた。
同年11月21日、17歳の時ドイツのベルリンで開催された、アジアやヨーロッパ予選を勝ち抜いた約20か国800人が参加したダンスの世界大会「Funkin Stylez」のにおいて、150名が出場した個人のフリースタイル「Me against The music」部門に出場。ヒップホップ、ソウルミュージック、ラテン音楽、クラシック音楽のみならず変な曲がかかることもある難易度が高い部門で、曲に合わせ即興でダンスを1対1で披露し合う対戦形式のフリースタイルにおいて、有紀はロッキンを基調に挑戦し、テンポが遅くキレのある動きを出せない曲が流れる場面もありながらも、他のジャンルのダンスを織り交ぜつつトーナメントを勝ち抜いた。ロシア人との決勝では、互いに3回ずつ踊る2分間の演技時間で決着が着かず延長戦にもつれ込むも、審査員6人の全員一致で勝利し、17歳2か月という大会史上最年少記録で世界一となり、鹿児島県からは15年ぶりのダンス世界一で、有紀にとって国際大会の個人部門では初の優勝となった。
2015年（平成27年）5月、高等部3年生の時、かつてLAXYSのメンバー同士だった同じ高等部1年生の山村と、大会前に1日15時間以上の練習を重ね、ヨーロッパやアメリカやアジアなど22か国からプロダンサーなど200人以上が参戦した、スウェーデンの「Funky 4 Generations」での、12チーム24人が参加したペア部門と、チームバトル部門の2部門で優勝。
11月8日、18歳の時に第30回 国民文化祭・かごしま2015の、チェスト行け!提案事業の一環として、鹿児島市の鹿児島中央駅前アミュ広場に国内外のダンサー総勢800人が集結し約5000人の観客が詰めかけ、鹿児島県でストリートダンスの世界大会が開催されるのは初となる「KAGOSHIMA DANCE SUMMIT 〜The World Lockers〜」世界大会で、個人の技術や演技を競う「1 ON 1 LOCK BATTLE」部門に出場。鹿児島県内で開催されるのは初となるストリートダンスの世界大会で世界一の栄冠に輝き、ゲストのドン・キャンベルに賞状を手渡された。同会場では、サプライズとして500人で踊るフラッシュモブも実行。11月15日、鹿児島市の宝山ホールで行われた第30回 国民文化祭・かごしま2015の閉会式・グランドフィナーレにも、有紀と仲間たちがストリートダンスを披露した。
2016年（平成28年）1月7日に、神村学園高等部の女子サッカー部が第24回 全日本高等学校女子サッカー選手権大会の準決勝で勝利したことで、有紀は翌日「同じ学生寮で生活した仲間として直接声を届けたい」と学園の副理事長に直談判。熱意を感じた学校側が大型バス3台を急遽手配し、10日に決勝戦が行われた神戸市のノエビアスタジアム神戸には、高等部の普通科特別能力コースの生徒120名が駆け付け、揃いのシャツやメガホンなど神村カラーの赤一色に染まり、同校の女子サッカーでは初となる全国大会での団体応援が実現。同年3月、6年間学んだ神村学園を卒業。

### 2016年以降
卒業後は、鹿児島市で祖母が営む花屋「フラワーショップこうの」を看板娘として手伝いながら、True'sでインストラクターを務め、自ら練習を重ね大会に出場しながら、2歳から20代の教え子約70人や神村学園ダンス部の指導に力を注ぐ。
4月9日と10日に、イギリスのロンドンで行われた「UK B-Boy Championships」ロッキンの部ペア部門に貴島と組んで出場し、ベスト4に入る。
5月29日、世界一の栄冠に前回輝いたドイツの世界大会「Funkin Stylez」のロッキンの部個人部門に出場し、大会二連覇を成し遂げ再び世界一となる。
2017年（平成29年）4月30日、有紀とTrue'sに通う生徒らは、ストリートダンス世界大会「United Dance Organisation」における、京都市で行われ20チームが参加した国内予選に出場。チームで2分半の作品を競い合うコンテスト部門の18歳以上の部に、有紀を含む9人で挑み優勝。出場者約100名が即興のダンスを1対1で競う個人部門では、ロッキン一般の部と15歳以下の部にTrue'sからそれぞれ4人がエントリーし、どちらも1位から4位を占め、有紀はロッキン一般の部で優勝。チーム部門、個人部門共に、総合優勝の最高得点賞も獲得し、世界大会へ進出。7月13日には、鹿児島県知事への報告や鹿児島県庁での記者会見を行う。
高校2年生の鎮守あおい、高校1年生の米満叶夢、上村真琳、大原明人、中学3年生の今井楽人、鮫島成蓮、中学2年生の中村詩杜、中学1年生の上村倖太、小川華奈のTrue'sに通う鹿児島県の学生9人と有紀に加え、東京から一時的に戻ってきた兄の拓樹も一緒に出場することとなり、「鹿児島から世界に」を合言葉に11人で「TEAM KAGOSHIMA」を結成。振り付け担当の貴島の下で、技術だけでなく、いかに感情を前面に出したダンスをできるかというイメージを、リーダーである有紀はチームで共有しつつ、世界大会の本番に向け夏休み期間中、ほぼ毎日約12時間の練習を続け、有紀は技術だけでなく生活態度まで指導。それぞれの保護者は1人約30万円の渡航費用を用立てる。
8月24日から27日に、イギリスのグラスゴーで開催され、総勢約8000人が挑戦し予選を勝ち抜いた36か国の代表が集う、United Dance Organisation世界大会決勝において、ジャンルを問わず1チームあたり2分30秒の持ち時間で競うチームコンテスト部門「OVER18 ADVANCE部門」にTEAM KAGOSHIMAは出場。日本時間の27日23時には、True'sのダンススタジオに保護者らが集まって現地からのFacebookでのライブ配信で結果を見守り、日本時間の翌日4時に司会者が優勝を発表するまで、両手を合わせ我が子らの優勝を祈る。
当日はプレッシャーに押しつぶされそうになるメンバーもいたが、TEAM KAGOSHIMAはロッキンで挑んで優勝し、13歳から21歳の11人は世界一の栄冠に輝いて、トロフィーと優勝賞金1万5000ポンドを獲得。チームメンバーの米満は、16歳未満個人部門でも優勝を果たす。有紀は一般個人部門で準優勝。チームの優勝賞金1万5000ポンドは、活動資金に充てられたほか、ダンスを学びたくても学べない環境の子供たちに寄付された。
8月6日、ゲスト選手として招かれたオランダの国際大会「「The Notorious IBE（英語: The Notorious IBE）」ロッキン部門での個人戦で優勝。8月17日、オランダのアムステルダムで開催された世界大会「Summer Dance Forever」ロッキンの部でベスト6に入る。10月30日、フランスのパリで行われた「Pay The Cost To Be The Boss」本選では、「TEAM KAGOSHIMA」の米満、今井と組んだ3対3部門ではベスト4に入り、個人部門で準優勝を果たす。11月3日、オランダのアムステルダムで行われた「Red Bull BC One」世界大会では、Funk Buddiesの部ペア部門に貴島と組んで出場し、ベスト4に入る。
2018年（平成30年）3月4日、フランスのパリで行われた「Juste Debout」パリ予選では、貴島と組んで出場し優勝し、出場した世界大会ではベスト8までコマを進める。4月7日、フランスのトゥールーズで行われた「Nothing 2 Looz」世界大会で、ロッキンのゲスト選手として招待される。10月27日、フランスのパリで行われた「Pay The Cost To Be The Boss」本選では、キャンディーマン、「TEAM KAGOSHIMA」の米満と組んだ3対3部門で準優勝。2019年（令和元年）12月14日、オランダのアーネムで行われた「WE ARE HIPHOP」ロッキンの部個人部門で優勝。
2020年（令和2年）からは、新型コロナウイルス感染症の世界的流行により思うように活動できない状況が続く。
2021年（令和3年）には、オランダのアムステルダムにあるパラディソ（英語: Paradiso）を会場に開催される、ストリートダンス界のオリンピックと称される世界大会「Summer Dance Forever」に、コロナ禍の最中でも優勝できると証明したくて出場を決意。踊る回数がとにかく多く対戦ごとに10回以上踊る過酷な大会で、なおかつ身長が約160cmほどしか無い有紀は、海外の大きく筋肉質な体格の選手に比べて小柄で身体的には敵わないため、負けぬよう筋力や体格などの不利な面を補うために猛特訓を開始。朝9時に起きてから翌日の深夜3時まで、ダンスの練習とは別にトレーニングジムでの筋力トレーニング、1日10Km以上のジョギング、水泳に加え、食事も肉と野菜中心に普段とは全部変え体を絞る生活を、大会2か月前から毎日続け、全く同じ内容を貴島も一緒に行い、大会に向け寝る間も惜しんで体力作りに努めつつ、様々な音楽や対戦相手にも対応できるよう数百個の振り付けを作成。予選は、コロナ禍のため動画での審査で行われ、世界各国から応募した約2千人の動画の中から、上位12人に選ばれ世界大会に進出。
コロナ禍の最中、海外渡航も大きな壁になるため、貴島をはじめとしたTrue'sのみんなで対策を考える。2回目のワクチン予防接種を受けたうえで、鹿児島でPCR検査を受け、トロリーバッグの半分は炊飯器や米などを詰め込み、東京の空港で洋服を全て着替え、ドイツのフランクフルト空港までの機内では離れた席に座り、さらに乗り継ぎオランダに到着。オランダでのホテルでは、消毒作業を全部してシーツを全て入れ替えベッドメイキングが入らなくていいようにし、一歩も出なくて済むように食料を持ち込むことで外出自粛を徹底。大会24時間前の検査で陰性で出たことで、大会に出場。
8月19日、ディスクジョッキーがランダムに選曲する音楽に合わせ、即興で持ち時間1分間のダンスを1対1で交互に披露し、審査員のポイントやライブ動画配信サービスのオンライン投票などで勝敗が決まるルールの下、有紀はファイナリストとして会場に集結した12名の1人としてトーナメント方式で競う。1回の対戦で14回踊るなど、踊る回数が多く通常の大会の倍踊るこの大会において、有紀にはほぼ聴いたことが無い曲ばかりだったが、即興の音楽にダンスをシンクロさせる力が高いと審査員から評価され、持ち前の柔らかさを生かしたダンスで2回勝ち抜いて12人中3名の中に残り、今度は3名いる審査員全員も交えた6名での対戦となる。準々決勝で審査員と戦い一度敗れたが、敗者復活ルールにより、「色々、検査を受けたり大変だったであろうコロナ禍の中、とんでもないリスクを冒してオランダまで来たお前と、もう1回戦いたい」とフランスの審査員から指名を受け、そのフランスの審査員に勝利。決勝の対戦相手は、有紀のチームメイトでもあり家族のような存在の仲が良いオランダの選手だった。審査員がいないため、負けを認めるか双方に尋ねるも互いに譲らず、会場の観客とライブ配信の視聴者に判定を委ねることとなり、観客の声量では負け、オンライン投票では勝ち、1対1の判定で延長戦に突入。残る力を振り絞って全力を尽くし、観客の声の大きさのみで勝敗が決まる延長戦での判定は、108ポイント対107ポイントの僅差で有紀が優勝し世界一の栄冠に輝く。日本人初で、大会史上最年少での優勝であった。
オランダを出国する際も日本に入国する際もPCR検査を受け、日本で3日間隔離。感染症対策の方針により、東京で残り11日間待機しなければ公共交通機関を使えないため、レンタカーを貴島が運転して21時間かけて東京から鹿児島へ帰る。9月15日に、鹿児島県庁で優勝報告の記者会見を行い、鹿児島県における9月の読売新聞、毎日新聞、朝日新聞、南日本新聞に「Summer Dance Forever」での優勝が掲載。
2024年（令和6年）5月上旬、世界最高峰の大会ともいわれる「Juste Debout」にSNS投稿による動画予選で26歳の時に22歳のKiyamuこと米満叶夢と立候補し、全世界の参加者の中から1位に選ばれ世界大会に出場。同年6月1日、コロナ禍による大会中止を挟み4年ぶりに完全な形式で、ドイツのハンブルクにあるスポーツホール・ハンブルク（ドイツ語: Sporthalle Hamburg）において世界大会が開催。世界20か国から参戦した2020年（令和2年）の各国通過者が優先的に選ばれ、前日開催の予選通過者と動画予選通過者各1組も加えた16組で行われ、準決勝まで全て5対0で勝利。決勝では、フランス代表のChandymanとLOUNESに3体2で勝利。本大会においては10年間、合計6回目の挑戦でとった悲願の初優勝で、日本人男女ペアでの優勝はロッキン部門初の栄冠となった。
同年6月12日、2人は鹿児島県庁で県知事を表敬訪問し優勝を報告。同年7月2日、JA鹿児島県信連に有紀が呼ばれ、優勝報告会が開催された。

### 人物
鹿児島市で、両親と犬2匹と暮らしている。大会の衣装には必ず赤と黒を選ぶが、桜島をイメージして赤は情熱のマグマ、黒はたくましい大地を表現している。その実績から、ヨーロッパやアジアを中心に、レッドブル主催の大会をはじめ世界中のダンス大会にゲストとして招かれている。コロナ禍以前は、個人としてもTEAM KAGOSHIMAとしても、鹿児島県内の多数のイベントに出演していた。
小さな頃、「ダンスは不良がやるもの。学業をおろそかにしている」と大人から言われたことがあり、ダンスだけやっても神様は協力してくれないという考えから、学生時代は勉強も家の手伝いもちゃんとやることを心掛けていた。学生時代、練習に行きたくないときには、母親から「甘えたことを言いなさんな」とハッパを掛けられていた。「鹿児島だからこそ、伸び伸びと練習できた。家族や仲間に守られてきたおかげ」と自身で語っている。ダンス教室の仲間の多くは、より高いレベルのダンスを求めて東京へ去り、鹿児島という土地で桜島の噴煙を眺めながら生活していると海外のダンサーに説明すると、決まって「クレイジー！」と驚かれるが、それでも火山灰に負けずたくましく暮らす鹿児島の人々を誇らしく思っていることもあり、自分は鹿児島にこだわるという信念を持っている。キャッチフレーズにしている「鹿児島から世界へ」を有言実行して、鹿児島県を有名にするというモットーを、数々の国際大会で頂点に立った後も大切にしており、鹿児島に明るいニュースを届けられるよう、世界に挑戦していきたいという考えを持っている。
ユキと言えば、世界中の人が知っているようなダンサーを目指したいと考えている。「自分にはダンスしかない」と自身は語り、まだまだマイナーなスポーツのダンスをもっと有名にして、ストリートダンスをサッカーや野球の次に人気のスポーツにしたいとも考えている。トレーニング方法を研究し、1日12時間以上練習することもあり、幼い頃から指導する貴島からは「初志貫徹タイプ」「目標に向かって真剣に取り組む意志の強さが一番の武器」と評価されている。様々なジャンルの曲を聴き、これまでに動きの組み合わせを200種類以上考案し、その思い付いた動作をノートに記載している。
ダンスとの出合いがなかったら、引きこもっていたかもしれないほど、元々は超が付くほど内気で人見知りだったが、ダンスは技術だけじゃなく表現力だと気付き、ダンスを通し性格が少しずつ変わった。自分を表現するには、人とのコミュニケーションが欠かせないため、それを磨くために普段何ができるか考えた結果、朝の挨拶だと思い立ち、高等部に進学してからは自ら「おはよう」とみんなに声を掛けるよう心掛け、クラスのお笑い担当と認識されるまでになり、仲間と笑い合える学園生活を送る。成人してからも、元々内気でネガティブな性格と自覚しており、ダンスは自分を解放してくれると感じている。
鹿児島県でのストリートダンスのダンサーは、インストラクター業の他は、祭りやイベントで踊ったり、あってCMや振り付けの仕事が少しあるだけなため、エンターテイメントの分野において鹿児島県で職業にしていくには、なかなかまだ難しい部分があり東京には及ばない。そのため、鹿児島のエンターテイメントが向上すると、それに付随するバックダンサーや振付師も必要となり仕事も増え、ストリートダンサーの将来が明るくなり、胸を張って他の職業に肩を並べるようになるという考えから、鹿児島の文化を盛り上げる活動として、鹿児島発信で様々なパフォーマンスをしている者達が手を取り合って力を合わせ、地元のダンサー、ミュージシャン、演劇集団が集まり出演するオリジナルの舞台を、貴島が制作してTrue's主宰で自主公演を行っており、有紀も積極的に参加している。
リフレッシュ法は、鹿児島県内のお気に入りの神社で澄んだ空気を全身に感じること。兄と仲が良く、ダンスの話が一番合うため一時期は話ができないことがストレスになるほどであり、人間のできた兄だと尊敬している。

### エピソード
幼い頃、モーニング娘。が大好きで、歌に合わせて踊っていた。ロッキンを始めたきっかけは、中居正広がロッキンを踊っている姿を見てカッコイイと思ったことであり、コンサートにも行くほどのSMAPファンだった母親の影響もあり自身もSMAPが好きだが、特に中居とは絶対に一度は一緒に踊りたいという夢を持っている。
LAXYSが解散した2010年（平成22年）からソロ転向を決めたが、同じ歳の鹿児島でダンスを頑張っている子などほとんどいなかったこともあり、1人で踊るのは不安で寂しくて、ダンスをしてもこれから楽しい事はあるのかと毎日思い続け、ダンスしていても楽しくなく、やりたくなくて泣いている日が続く時期もあった。1人で踊ることへの不安からダンスを嫌いになりかけ12歳で挫折を味わうが、家族や先生や姉妹のダンサーに救われ、もう一度頑張ろうと新しい何かを求め国際大会挑戦を目標に据え奮起。目に入ってくるものは新しい刺激だらけの国際大会への挑戦を始めたことで、まだまだ上に昇りたいと思いを新たにしたが、なかなか思うような成績は残せず、たくさんの人に応援してもらうも、プレッシャーに感じ辛く苦しい時期が2～3年続いた。転機は中等部2年生の時、貴島に連れられて出た韓国大会で、色々な人に声を掛けられたことが嬉しく、もっと練習したいと奮起しダンスの練習や筋力トレーニングに励んだ。
2017年（平成29年）9月16日と17日に鹿児島市で開催された「KAGOSHIMA DANCE SUMMIT」では、ゲストのドン・キャンベルからその功績を評価され未来への希望を託されて「ドン・キャンベルロック ファミリー」の認定書と、ドンが直々に付けた「Princess Campbellock（）」というダンサー名を与えられる。
同年11月24日には、地域社会に於いて、スポーツ、芸能、文学、科学、福祉、その他の分野で特に優れた活動をしたと思われる青少年を表彰する賞で、2004年アテネオリンピック800m女子自由形金メダリストの柴田亜衣や、女子プロゴルファーの横峯さくらなども受賞したことがある「鹿児島ロータリークラブ青少年功績賞」の第32回授賞式が、鹿児島市の山形屋社交室にて開催され、賞を授与された。
2018年（平成30年）5月11日には、鹿児島県庁にて鹿児島県知事よりTeam Kagoshimaの一員として知事表彰を授与される。鹿児島県知事には、Team KagoshimaとしてはUnited Dance Organisation世界大会出場前の2017年（平成29年）7月13日と、優勝後の10月3日に、個人としてはSummer Dance Forever優勝後の2021年（令和3年）11月4日と、中国のダンス番組『ストリートダンス・オブ・チャイナ』出演前の2022年（令和4年）4月22日に表敬訪問している。2022年（令和4年）には、鹿児島県スポーツ振興課から有紀のサイン入り色紙プレゼント企画も実施された。
2021年（令和3年）には、薩摩切子の工房からお祝いの品として薩摩切子のネクタイピンを贈られ、同年に出演した情報番組『バイキングMORE』出演の際や、2022年（令和4年）に鹿児島県知事を表敬訪問した際に、同ネクタイピンを着用。
神村学園中等部と高等部兼用の校門近くに設置されている石碑には、高等部2年生の時の「Fukin Stylez 2014」と、高等部3年生の時の「第30回 国民文化祭かごしま2015 KAGOSHIMA DANCE SUMMIT」という、神村学園在学中に結果を残した2つのストリートダンス世界大会優勝の功績が、有紀の名と共に刻まれている。
コロナ禍で延期になり、2023年（令和5年）に鹿児島県で開催される国民体育大会において、イメージソングとして制作された辛島美登里の「ゆめ～KIBAIYANSE～」ダンス動画の撮影が、2017年（平成29年）9月9日に行われ、その際にTrue'sの一員として参加。ダンス動画は、燃ゆる感動かごしま国体公式ウェブサイト、鹿児島県YouTubeチャンネル、鹿児島県が配布したDVDで公開。2018年（平成30年）5月25日には、秋篠宮文仁親王夫婦も出席して鹿児島県総合体育センター体育館で開催された「明治150年記念式典」において、Team Kagoshimaとして鹿児島県知事と一緒に「150の光」という題名で終盤に踊り、11月18日にアミュ広場で行われた「明治維新150周年記念 秋の祭典」のステージでも、TEAM KAGOSHIMAとしてダンスを披露した。2020年（令和2年）4月27日には、鹿児島市の本港新町ウォーターフロントパークで開催された「東京2020オリンピック聖火リレーセレブレーション」にTEAM KAGOSHIMAとして出演し、ダンスを披露。
鹿児島市観光PRキャラクター西郷どんと共に、「西郷どんダンサーズ」の一員として各イベントに出演して踊りを披露しており、2020年（令和2年）と2021年（令和3年）11月3日に行われたおはら祭や、2021年（令和3年）3月28日に白波スタジアムで行われた鹿児島ユナイテッドFC対福島ユナイテッドFCのハーフタイムショーなどに出演。
上手く乗れたらダンスで良い結果も出るという願掛も兼ねて、毎年1回宮崎県日南市の海にサーフィンに行くことが恒例となっている。

### 交友関係
C&Kとは、2018年（平成30年）3月31日に鹿児島アリーナで行われた「KTS開局50周年記念ライブ x C&Kデビュー10周年 ～なんでもアリーナ一日限りの宴～」に、True'sの一員としてバックダンサーで出演。9月13日には、C&K、C&Kの専属バックダンサー、KYT鹿児島読売テレビの面々と共に、エルセルモ鹿児島で撮影が行われたC&Kの「ドラマ」のミュージック・ビデオ第2弾に、True'sの一員として参加して踊った。
DA PUMPのKENZOからは、True'sのワークショップでダンスを教わったことがあり、KENZOとは鹿児島市のオプシアミスミで行われたイベントでも一緒に踊るなど、鹿児島県で行われたダンスイベントで何度も共演しており、2021年（令和3年）10月17日には、True'sに所属する若者とKENZOがAKB48の「根も葉もRumor」で踊る動画がKENZOのYouTubeチャンネルで公開され、45万回以上再生される。その縁で、ISSAとも幼い頃に兄と3人で写真を撮るなど面識がある。
AIは、小さな頃に貴島からロッキンなどのダンスを習ったことがあり、貴島の兄には家庭教師をして貰っていた仲でもある縁から、有紀はAIとも面識があり、AIからは小さな頃からダンスが上手い子だと認識されていた。AIの母親で鹿児島市在住のバーバラ植村とも、バーバラが主催して2019年（平成29年）まで毎年ドルフィンポートで開催されていたチャリティーバザーで、True'sの一員として踊ったり、2016年（平成28年）9月19日にSHIROYAMA HOTEL kagoshimaで開催されたミス・ユニバース・ジャパン鹿児島予選で、審査発表前に踊りバーバラと共に審査員として参加したりと面識がある。
EXILEの世界とは、2016年（平成28年）に行われたドイツのダンス大会で一緒になるなど面識があり、2019年（令和元年）5月17日に放送された『かごピタEX』の「EXILE ゆいP 丸山桂里奈の鹿児島クレイジーツアー」では、よし俣とよしげ、EXILEの世界や佐藤大樹が、鹿児島市の繁華街である天文館のショーパブ「NEWおだまLee男爵」に番組として入店して店を満喫していた際に登場し、店内のステージ上で世界とダンス対決を繰り広げた。
GACKTとは、兄がバックダンサーとして関わりがあるほか、ライブツアーの2009年（平成11年）4月6日に開催された鹿児島公演では、地元のダンサーもバックダンサーとして踊る企画において有紀はTrue'sの一員として参加しており、GACKTらが中心となり東日本大震災の義援金を募る「SHOW YOUR HEART基金」における、2011年（平成23年）3月31日に日本各地の150か所と世界20か国で同時開催された街頭募金活動にも、True'sの一員として参加した。
よし俣とよしげとは、元々よし俣が貴島と知り合いだったこともあり、中等部1年生くらいの頃から面識があり、鹿児島のテレビ番組やTrue'sの自主公演などでも共演している。また、よし俣の兄で作曲家の吉俣良とも、True'sの自主公演やチャリティーイベントで共演している。
宮井紀行とは、2018年（平成30年）8月26日には鹿児島市民文化ホールにTeam Kagoshimaとして、2020年（令和2年）1月26日には鹿児島アリーナにTrue'sの一員として、宮井のワンマンライブに出演し、大和電気のCMで使用されている宮井の曲「Victory」に合わせて踊った。

## 作品

### 映像作品
| 発売日       | タイトル                                    | 販売元         | 販売形態 | 規格品番     |
| ------------ | ------------------------------------------- | -------------- | -------- | ------------ |
| 2010年4月7日 | UK B-BOY CHAMPIONSHIPS 2009〜WORLD FINALS〜 | 日本コロムビア | 2枚組DVD | COBY-91594-5 |

## 出演

### 番組等への露出
2012年（平成24年）、中等部3年生だった14歳の時には、初めての全国放送テレビ番組での出演となった、5月22日放送『スター☆ドラフト会議』の「第2回 最強ダンススター決定戦GP」に出演し、2年前のa-nation最終オーディションでSAMに落とされた逸話を語りつつ、ダンスを披露して100点満点中92点を獲得。決勝に進出して6月19日放送「2時間スペシャル 最強ダンススター決定戦GP」にも出演した。
2018年（平成30年）8月3日放送の『めざましテレビ』における「日本つながるプロジェクト」では、沖縄県の国際通りから開始された鹿児島・熊本ブロックのたすきリレー走において、ランナーの1人として出演し、番組内でダンスを披露して、区間を走った。8月10日放送の『めざましテレビ』では、「キラビト」のコーナーに出演し、花屋で働く様子や、スタジオで教える様子などが紹介され、Team KAGOSHIMAのメンバーともダンスを披露した。同年12月29日放送の『有吉大反省会2時間半スペシャル』では、大原優乃がTEAM KAGOSHIMAのメンバーである弟の大原明人と出演した際、有紀たちTEAM KAGOSHIMAの写真も紹介。2021年（令和3年）10月21日放送の『バイキングMORE』では、「なぜランクイン!?徹底調査 気になる!ランキンGO!」のコーナーで紹介され、Summer Dance Forverで優勝したことなどに加え、花屋で看板娘として働く様子に加え、音楽に対する順応性が高く、DJがランダムに選曲する音楽にあわせ即興で踊る形式の世界大会でも、どんな音楽が来ても瞬時に独自のダンスを披露できるという特徴を貴島から解説され、番組で即興ダンスを披露。
2022年（令和4年）4月28日には、朝の情報番組『ZIP!』のダンストーナメント企画「THE DANCE DAY」に、TEAM KAGOSHIMAとして出場し、1次予選を突破するも敗退。
2022年（令和4年）には、中華人民共和国で人気のダンス対決番組『ストリートダンス・オブ・チャイナ』の、8月13日から放送されるシーズン5への出演をSNSで依頼され、当初は偽物かと疑っていたものの本物だと分かり出演を決意。その実力から、番組では卓球選手の伊藤美誠の如く「大魔王」の異名で呼ばれる。中国のみならずアジア、ヨーロッパ、アメリカから参加した有名ダンサー約400人で開始され、負けると脱落していくルールの番組において勝ち上がり、19歳の中国人ダンサー・豆豆（）のチームの一員として活躍し、第8回ではチーム総合1位の座に付け話題になるも、シーズン5の最終回であり決勝が行われる第12回への出場選手が決まる第10回で敗退し、敗者復活戦の第11回でも敗退。有紀のSNSには、回を追うごとに世界中から見きれないくらい多くのメッセージが届くなど、その活躍ぶりで話題となる。

2024年（令和6年）には、『サンバリュ』の11月24日放送「第1回・ダンス最強チームバトル ダンバト」で米満や2023年（令和5年）にJuste Deboutで優勝したYankeeと共にTrue'sというチーム名で出場。一番楽しませたチームが勝ちという審査基準で勝ち上がった決勝で、審査員5名から2票を獲得するも1票差で準優勝となる。
鹿児島県のバラエティ番組やローカルワイド番組にも多数出演。プライムタイムの午後7時に放送されている『てゲてゲ』では、2012年（平成24年）9月13日放送回の、Uk B-Boy Championships日本予選に4人組ダンスチーム「AnotherLockX」として挑む特集に、中等部3年だった14歳で生出演し、2013年（平成25年）1月14日放送回でもAnotherLockXの密着取材を放送。2015年（平成27年）6月15日放送回では、スウェーデンで行われた「Funky 4 Generations」ペア部門での優勝を取り上げられ、11月30日放送回では、国民文化祭の一環として鹿児島県で初開催されたストリートダンス世界大会「KAGOSHIMA DANCE SUMMIT」に挑み、個人部門で世界一を獲得するまでの密着取材や、同会場で実施されたフラッシュモブの様子も放送。
番組司会の鹿児島のローカルタレント・野口たくおが、AI のライブツアーが行われる鹿児島アリーナでバックダンサーとして踊る番組企画においては、貴島と共に野口のダンス指導を行い、同企画で2016年（平成28年）5月25日、7月27日、9月28日、11月30日、12月21日放送回に出演。この企画以降、野口から「加藤有紀姉さん（）」と呼ばれるようになる。2017年（平成29年）5月24日放送回では、United Dance Organisation日本大会優勝の模様を、TEAM KAGOSHIMAとしてメンバーと共に生出演した9月6日放送回では、イギリスでの世界大会の模様などを放送。2020年（令和2年）6月17日放送回にはダンス特集で出演し、2021年（令和3年）9月8日と9月29日放送回では、オランダでの「Summer Dance Forever」世界大会優勝の様子や舞台裏の取材を放送。
2022年（令和4年）5月18日放送回では、番組ゲストとして生出演のAIと昔から面識がある人物として、ダンス番組に出演するため滞在中の中国からZoomで共演し、直前まで番組で有紀のVTRを観ていたAIから「わっぜ。わっぜ」と連発される。8月31日放送回のTrue'sダンサー特集や、AIのライブツアーが特集された9月7日放送回、ダンス番組での様子が特集されチームリーダーの豆豆とリモート出演した10月12日放送回でも出演し、有紀の特集が組まれた12月21日放送回には番組中盤から終盤までゲストとして出演し、ダンスも披露。2024年（令和6年）7月10日放送回では、Juste Deboutで世界一を果たした特集が放送され、米満叶夢と生出演した。
『かごとき』では、2017年（平成29年）8月30日に「United Dance Organisation」チーム部門での優勝が速報され、9月18日にはTEAM KAGOSHIMAとして出演。2016年（平成28年）1月11日には、『ゆうテレ』のコーナー「薩摩剣士隼人のチェスト!鹿児島塾」第147回「ストリートダンス」で薩摩剣士隼人と共演。『かごニュー』では、2017年（平成29年）9月11日に生出演しダンスを披露。2018年（平成30年）1月23日にもTEAM KAGOSHIMA特集で出演。
鹿児島県での夕方の報道番組でも、度々取り上げられている。2015年（平成27年）12月9日には『KTS みんなのニュース』で、「Funkin Stylez」や「KAGOSHIMA DANCE SUMMIT」で世界一になったダンサーとしてKTS鹿児島テレビを訪れたニュースを放送。2017年（平成29年）7月13日には、『KTS みんなのニュース』と『KYT news every.』で「United Dance Organisation」日本大会での優勝を、8月30日の『KTS みんなのニュース』と8月31日の『KYT news every.』では、世界大会での優勝を放送。9月25日には『KKBスーパーJチャンネル』にTEAM KAGOSHIMAとして出演し、九州全域と沖縄県で放送。2018年（平成30年）1月9日には、『KTS みんなのニュース』でのTrue'sへの取材で出演。2021年（令和3年）7月12日には、『Jチャン+』でドン・キャンベルとのことを取材された特集を放送。「Summer Dance Forever」で世界一になった際には、8月30日の『Jチャン+』や、9月14日の『KYT news every.』で特集され、9月15日には『KTS Live News』で、鹿児島県庁にて行われた記者会見のニュースが放送され、10月1日には特集で『情報WAVEかごしま』に出演し、11月4日には『MBCニューズナウ』で、優勝報告のため鹿児島県知事や鹿児島市長を表敬訪問するニュースを放送。2022年（令和4年）5月19日には、『KTS Live News』で中国のダンス対決番組に挑戦するニュースを放送。2024年（令和6年）の『News+おやっと!』では、6月12日には鹿児島県知事にJuste Deboutの優勝報告を米満叶夢と行うニュースが放送され、7月22日には川本妃咲がリーダーの竹遼真ら7歳から14歳までのチーム「Y’sFlake」が、韓国の済州島でのアジア大会「Jeju Street Locking Camp」出場に向けTrue’sで有紀の指導を受ける様子が特集された。
KKB鹿児島放送が、2021年（令和3年）2月12日から動画配信しているダンスチャンネル『High Five』では、初回ゲストとして出演。
2017年（平成29年）7月26日と27日には、MBC南日本放送のイベント「MBC夏祭り」に、TEAM KAGOSHIMAとして出演。MBC南日本放送のイベントでアミュプラザ鹿児島において開催された「てゲてゲハイスクールフェスティバル」では、2016年（平成28年）2月28日には、Trus'sの一員として出演し、2017年（平成29年）2月25日と2018年（平成30年）2月25日にはTEAM KAGOSHIMAとして出演。2017年（平成29年）9月23日には、KTS鹿児島テレビのイベント「KTSの日」に、TEAM KAGOSHIMAとして出演。2017年（平成29年）10月14日と2018年（平成30年）10月21日には、KKB鹿児島放送のイベント「KKB夢応援フェスタ」で、TEAM KAGOSHIMAとしてダンスを披露。
2018年（平成30年）元日に放送された『笑顔で8ちゃんKTS50周年　かごしまのお正月2018』では、放送開始時にTEAM KAGOSHIMAとしてC&Kの「SMILE×SMILE」に合わせてダンスを披露。2021年（令和3年）10月23日に放送された『KTSの日2021 鹿児島は僕らの誇りだ』では、True'sのメンバー5人で放送開始時にC&Kの「愛を浴びて、僕がいる」に合わせてダンスを披露。2022年（令和4年）5月14日には、『KYT天テレ博2022』公開生放送で特殊映像に合わせ踊るオープニング映像が放送された。
ラジオ番組では、エフエム鹿児島で放送されている夕方のワイド番組『μ’s UP！（）』において、2017年（平成29年）6月13日には貴島と、7月4日にはTEAM KAGOSHIMAのメンバーや貴島と出演。2021年（令和3年）10月12日には、『μ’s UP！』の司会・DJ POCKYのYouTubeチャンネルにも、貴島と共に動画出演。

### CM

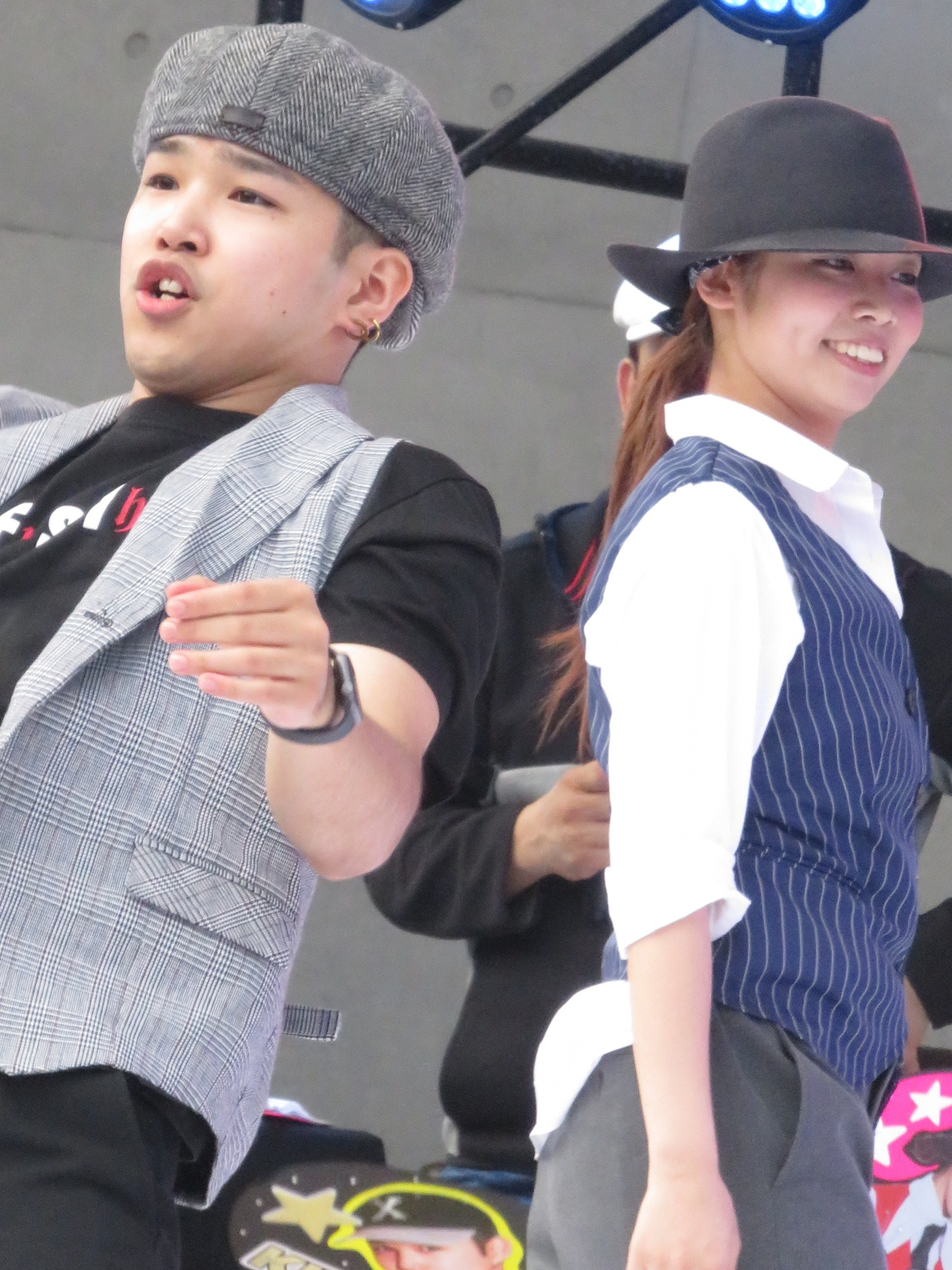
DANCE SUMMIT 2024 in みやまの森での米満叶夢（左）と加藤有紀（右）

2022年（令和4年）度からは、JAバンク鹿児島のイメージキャラクターに就任し、JAバンクのイメージキャラクターよりぞうと一緒に、販売促進チラシやポスターなどのほか、「鹿児島をわっぜ元気に！」をコンセプトに自身が振り付けを担当した「あなたのチカラになり体操」や「あなたとつながるダンス」のCMにも出演。CMには、True’sのインストラクターや生徒、貴島の知人も出演しており、大勢で楽しく踊り、JAバンク鹿児島のキャッチフレーズである「JAバンクがあるじゃないか！」で締めくくるCMとなっている。
2024年（令和6年）8月には、鹿児島県における令和6年度の人権同和問題啓発強調月間において、テレビCMやポスターで米満叶夢と共に出演。
2021年（令和3年）12月には株式会社Judd.（）が手掛けるザ・ノース・フェイスのフリーペーパーにおいて、タイアップモデルとして商品を着用した有紀が掲載され、九州沖縄のザ・ノース・フェイス直営店舗で配布された。
| 年                    | 企業・商品                                               | 備考                                                                       |
| --------------------- | -------------------------------------------------------- | -------------------------------------------------------------------------- |
| 2018年                | 大和電機株式会社                                         | TEAM KAGOSHIMAで出演。                                                     |
| 2021年 -              | 伊佐大泉（弾心 篇）                                      | 貴島の総合演出で制作。 KYTで毎週木曜18:55放送の『6・on・Tv』内などで放送。 |
| 2022年4月 - 2025年4月 | JAバンク鹿児島：「あなたのチカラになり体操」イメージCM   |                                                                            |
| 2022年4月 - 2025年4月 | JAバンク鹿児島：「あなたのチカラになり体操」年金CM       |                                                                            |
| 2022年4月 - 2025年4月 | JAバンク鹿児島：「あなたのチカラになり体操」ローンCM     |                                                                            |
| 2022年4月 - 2025年4月 | JAバンク鹿児島：「あなたのチカラになり体操」CM解説       | ウェブ限定。                                                               |
| 2022年                | 雪花: 勇闯天涯 superX                                    | 中国のビールの番組内CM。                                                   |
| 2024年                | 人権同和問題啓発強調月間                                 | 米満叶夢と出演。                                                           |
| 2025年5月 -           | JAバンク鹿児島：「あなたとつながるダンス」年金受け取り篇 |                                                                            |